# Корчовка (Овручский район)
Корчовка (укр. Корчівка) — село на Украине, находится в Овручском районе Житомирской области.
Код КОАТУУ — 1824283002. Население по переписи 2001 года составляет 456 человек. Почтовый индекс — 11102. Телефонный код — 4148. Занимает площадь 0,542 км².

## Адрес местного совета
11102, Житомирская область, Овручский р-н, с.Кирданы, ул.Л.Украинки, 5